# Çatakdeğirmen, Hizan
Çatakdeğirmen là một xã thuộc huyện Hizan, tỉnh Bitlis, Thổ Nhĩ Kỳ. Dân số thời điểm năm 2011 là 501 người.